# Borne (fumoir)
Pour les articles homonymes, voir Borne.
La borne, bourne ou encore starfyu (selon les vallées) est un type de cheminée en bois ou à couvercle. Elles sont présentes dans les régions de Suisse romande, de Savoie (Bornes, Aravis, Val d'Arly, Hautes vallées d'Abondance et d'Arve),, du nord de l'Italie (Val d'Aoste, Val Soana). Ce type de cheminée était utilisée pour le fumage/séchage de la viande "à la borne". C'est une méthode de conservation de la viande utilisée dans les régions où l'on trouve ce type de cheminée.

## Toponymie
Borne vient du terme francoprovençal borne ou beurne, lui-même originaire du terme celte borna : haute et large cheminée-hotte de bois, dans laquelle on fume la cochonaille. Elle est carrée et formée de quatre parois de planches ; à sa base elle mesure de 2 à 3 m, au sommet environ 70 cm.
Elle est dite parfois « cheminée burgonde ».
En France-Comté, cette cheminée est connue sous le nom de toué ou tyoué. Le Val d'Aoste et le Val d'Arly n'utilise que la forme tsarfieû pour l'une et starf(y)u pour l'autre,.

## Histoire
Le terme borne est attesté pour la première fois en 1573 à Vevey. Il s'agit d'une méthode de fumage et séchage de la viande à froid, par la fumée émise de la combustion du bois (et non de sciure).
Cette technique répond aux conditions climatiques de la région fribourgeoise, contrairement au Valais, aux Grisons, ou au Tessin où le soleil est plus abondant (privilégiant un séchage de la viande à l'air libre).
Le fumage/séchage à la borne est utilisé de nos jours pour la préparation du « jambon de la borne », servi lors du traditionnel repas de Bénichon.
Malgré le développement de la maîtrise du froid après la Seconde Guerre mondiale, la technique de la borne continua à être très populaire, non plus pour son potentiel de conservation, mais surtout pour son intérêt gustatif. Les installations se faisant rares, plusieurs bouchers viennent faire fumer leurs pièces de viande tour à tour aux bornes de la région[réf. souhaitée].
Le jambon de la borne est inscrit au registre suisse des appellations d'origine protégée (AOP) depuis 2021.